# David Groenewold

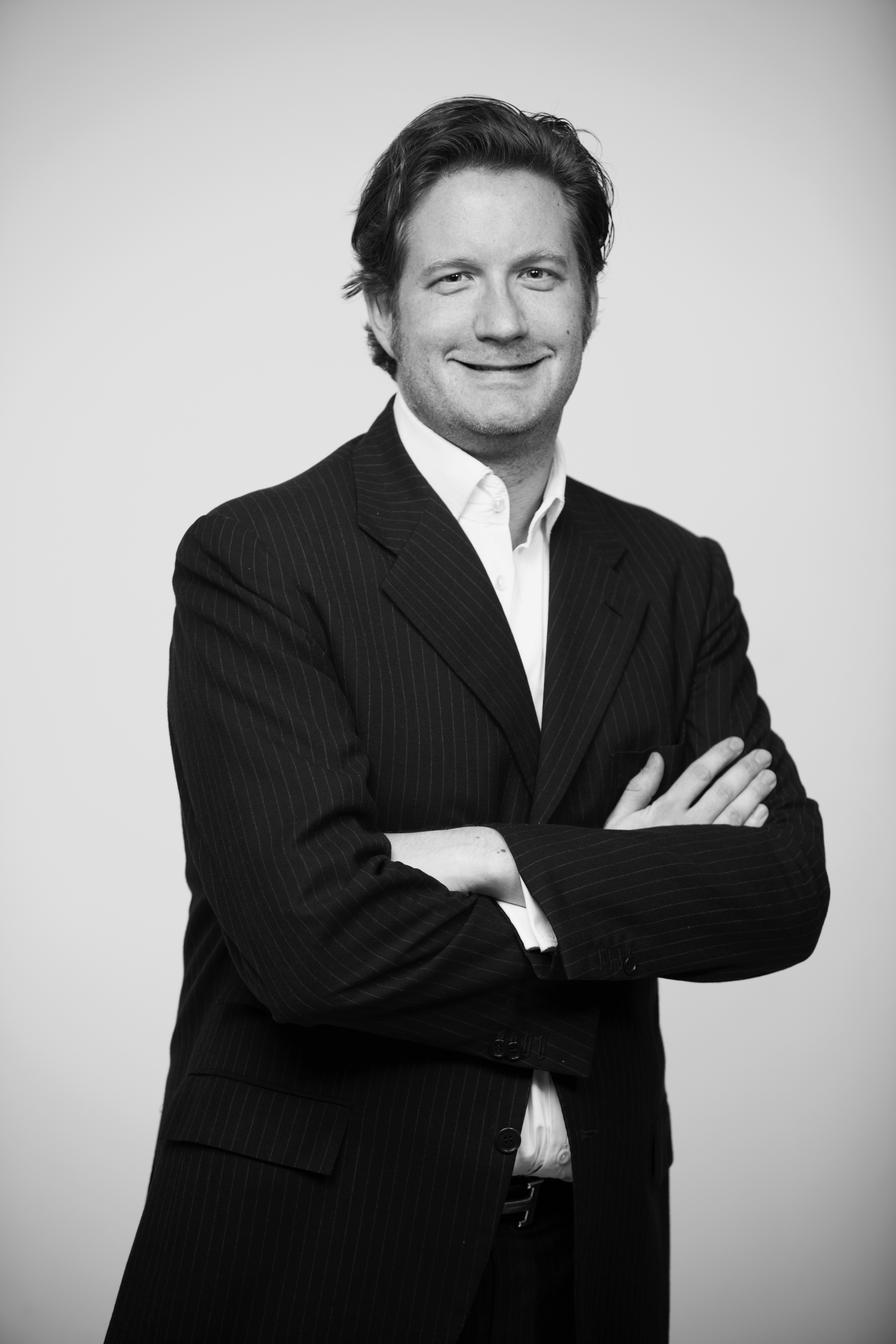
David Groenewold (2012)

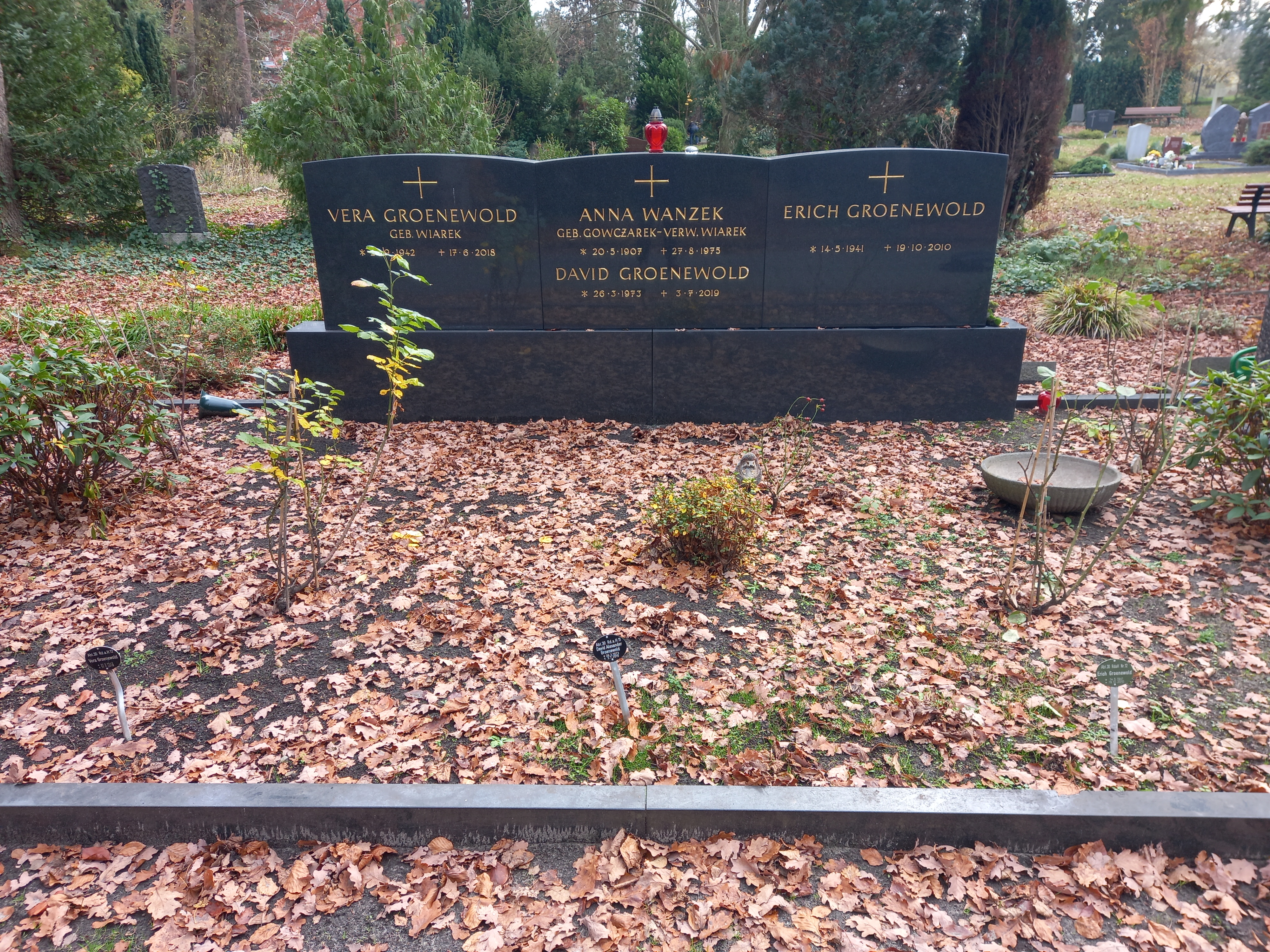
Das Grab von David Groenewold im Familiengrab auf dem Friedhof der St.-Matthias-Gemeinde (Berlin-Tempelhof)

David Alexander Groenewold [ˈgroːnəˌwɔlt] (* 26. März 1973 in Berlin; † 3. Juli 2019) war ein deutscher Filmproduzent.

## Leben
Groenewolds Vater Erich arbeitete als Steuerberater und finanzierte vereinzelt Filme, darunter Christiane F. – Wir Kinder vom Bahnhof Zoo. Der Rechtsanwalt Kurt Groenewold ist ein Onkel väterlicherseits.

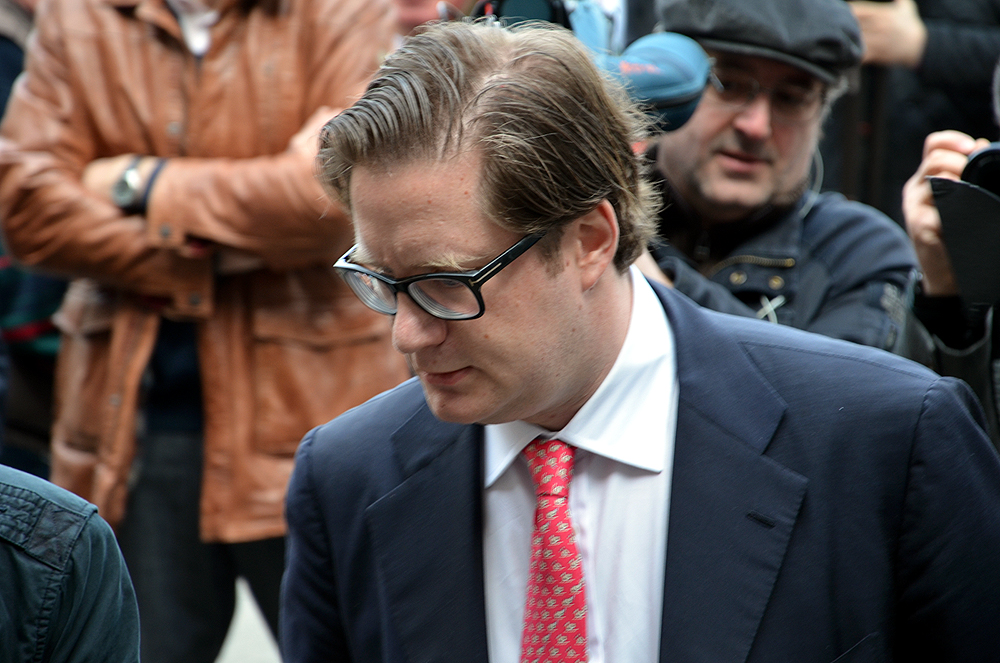
David Groenewold am Tag seines Freispruchs auf dem Weg zum Landgericht Hannover

Nach dem Abitur an der Internatsschule Schloss Salem studierte Groenewold Politikwissenschaften und Volkswirtschaftslehre an der London School of Economics (LSE) und beendete das Studium mit dem Bachelor.
Danach arbeitete er als Praktikant bei der Late Show with David Letterman in New York, bei der Investmentbank Merrill Lynch in London und bei einer Unternehmensberatung und absolvierte ein weiteres Studium an der European Business School in Oestrich-Winkel, das er mit dem Titel Immobilienökonom (ebs) abschloss.
Im Jahr 1997 gründete er in Berlin die Produktionsgesellschaft Promedium Gesellschaft für Medienfinanzierung mbH. Seit 2001 war er Geschäftsführer der German Filmproduction GmbH. Über die GFP Vermögensverwaltungs GmbH & Co. KG war David Groenewold mit 42 % indirekt an der Odeon Film beteiligt.
Am 12. April 2013 wurde Groenewold von der Staatsanwaltschaft Hannover angeklagt. Die Anklagepunkte lauteten auf Vorwurf der Bestechlichkeit und Abgabe einer falschen Aussage unter Eid. Sein Freund, Bundespräsident a. D. Christian Wulff, wurde ebenfalls angeklagt. Das Landgericht Hannover sprach beide frei.
Im Herbst 2015 erlitt Groenewold einen Schlaganfall, im Zusammenhang mit der Behandlung wurde zudem eine Autoimmunkrankheit im Gehirn festgestellt.
Groenewold starb am 3. Juli 2019 im Alter von 46 Jahren. Über die Todesursache wurden keine genaueren Angaben gemacht. Bundespräsident a. D. Christian Wulff sprach in einem Interview von Freitod.

## Promedium Asset Management GmbH
Im Jahr 2010 verurteilte das Berliner Landgericht zivilrechtlich Groenewold zur Zahlung aus einer Bürgschaft von 250.000 Euro, zu zahlen an eine Kundin der Promedium Asset Management GmbH, an der er zu 50 % beteiligt war. Die Gesellschaft war spezialisiert auf Geldanlagen. Der Geschäftspartner Groenewolds hatte ohne Wissen Groenewolds die Kundin betrogen und Unterlagen gefälscht. Ein Großteil der anvertrauten Gelder konnte nicht zurückgezahlt werden. Groenewolds Geschäftspartner und Geschäftsführer der Gesellschaft wurde im Jahr 2007 wegen Untreue und Urkundenfälschung zu vier Jahren Gefängnis verurteilt.

## Verbindungen zu Christian Wulff
Im Rahmen der Wulff-Affäre um Einladungen und Urlaubsreisen des ehemaligen Ministerpräsidenten des Landes Niedersachsen und Bundespräsidenten Christian Wulff wurden vielfältige Verflechtungen zwischen Wulff und Groenewold bekannt. Wegen des Anfangsverdachts der Vorteilsannahme und Vorteilsgewährung nahm die Staatsanwaltschaft Hannover am 16. Februar 2012 staatsanwaltliche Untersuchungen auf und beantragte die Aufhebung der Immunität. Einen Tag später trat Christian Wulff von seinem Amt zurück.
Am 7. Juli 2005 lud Groenewold etwa 150 Gäste, darunter zahlreiche Filmschaffende und Schauspieler, in den „China Club“ im Berliner Hotel Adlon zu einem festlichen Abendessen „zu Ehren des Ministerpräsidenten von Niedersachsen, Christian Wulff“. Anlass war die Verleihung des deutschen Filmpreises.
In seiner Tischrede forderte Wulff, ganz im Sinne des Gastgebers, den Erhalt der Steuerförderung für den deutschen Film.
Ebenfalls im Jahr 2005 schaltete Groenewold in der Mitgliederzeitschrift der niedersächsischen CDU – Magazin für Niedersachsen – eine doppelseitige Anzeige für 20.000 Euro für den Film Erkan & Stefan in Der Tod kommt krass. Die Kosten wurden in Medienkreisen als überhöht angesehen.
Auch 2005 zahlte Groenewold 10.000 Euro an den Autor Karl Hugo Pruys. Dieser gab zunächst an, dass damit die Arbeit an einer Biografie über Christian Wulff honoriert wurde. Später widerrief Pruys diese Aussage.
Im Jahr 2006 erhielt Groenewolds Odeon Film über die Briefkastenfirma „Waterfall Productions GmbH“ eine niedersächsische Landesbürgschaft in Höhe von vier Millionen Euro. Das Unternehmen drehte nie einen Film und wurde 2010 aus dem Handelsregister des Amtsgerichts Hannover gelöscht.
Im Jahr 2007 bezahlte Groenewold die Rechnung für einen Aufenthalt der Familie Wulff im Hotel Stadt Hamburg auf Sylt. Nach Auskunft von Wulffs Rechtsanwalt Gernot Lehr soll Wulff Groenewold die Kosten später in bar erstattet haben.
Im Jahr 2008 bezahlte Groenewold teilweise die Hotelkosten der Familie Wulff für einen Aufenthalt im Münchner Bayerischen Hof während des Oktoberfests.
Am 12. April 2013 erhob die Staatsanwaltschaft Hannover Anklage wegen Bestechung und Bestechlichkeit beim Landgericht Hannover gegen Wulff und Groenewold. Das Gericht ließ am 27. August 2013 die Anklage zu, reduzierte den Vorwurf jedoch auf Vorteilsgewährung und Vorteilsannahme. Am 27. Februar 2014 wurde er wie sein Mitangeklagter Wulff freigesprochen, allerdings wegen einer falschen eidesstattlichen Versicherung verwarnt. Die Staatsanwaltschaft legte am 5. März 2014 Revision gegen das Urteil ein, nahm sie aber am 13. Juni wieder zurück, so dass der Freispruch rechtskräftig ist.

## Filmografie (Auswahl)
- 2004: Der Wixxer
- 2006: Der Rote Kakadu
- 2007: Die drei Räuber
- 2008: Kirschblüten – Hanami
- 2008: Die Welle
- 2012: Zettl